# Muzyka wokalno-instrumentalna
Muzyka wokalno-instrumentalna – muzyka przeznaczona do wykonywania przez głosy solowe, zespół wokalny lub chór z towarzyszeniem instrumentów muzycznych.
W utworach wokalno-instrumentalnych głos z reguły traktowany jest jako zasadniczy składnik obsady. Z uwagi na liczbę instrumentów współdziałających z głosami rozróżniamy trzy rodzaje utworów: z udziałem jednego instrumentu, zespołu kameralnego lub orkiestry.
Przykłady wokalno-instrumentalnych form muzycznych:
- opera
- kantata
- oratorium